# Hoya alagensis
Hoya alagensis ist eine Pflanzenart der Gattung der Wachsblumen (Hoya) aus der Unterfamilie der Seidenpflanzengewächse (Asclepiadoideae). 

## Merkmale
Hoya alagensis ist eine ausdauernde, kletternde Pflanze mit bis über 6 m langen, nur gelegentlich windenden Trieben. Die verzweigten, biegsamen Triebe sind kahl, im Querschnitt kreisrund und messen im Querschnitt bis 7 mm. Sie sind nur schwach beblättert. Die gegenständigen Blätter stehen ausgebreitet und haben lange, gebogene und kahle Stiele. Die Stiele sind bis zu 3 cm lang und messen im Querschnitt etwa 2 mm. Die Blattspreiten sind eiförmig-lanzettlich oder eiförmig-länglich mit runder Basis und scharf zugespitztem bis ausgezogener Spitze. Sie werden bis 8,5 bis 13 cm lang bei einer Breite von 5,6–6,5 cm. Sie sind dick ledrig, kahl und meist nach unten hängend. Die Spitze ist zurück gebogen, ansonsten ist die Spreite flach. Die Blattnervatur ist gut sichtbar. Von der Mittelrippe gehen 4 bis 6 Paar Blattadern im Winkel von ca. 60° ab, die zu den Rändern leicht aufsteigen. Die Mittelrippe tritt auf der Unterseite prominent hervor. Die vegetativen Pflanzenteile sondern bei Verletzung einen weißen Milchsaft ab.
Der Blütenstand entspringt etwas oberhalb der Knoten und hängt nach unten. Der persistierende Blütenstandsstiel ist 8 bis 12 cm lang, kahl oder mit ein paar wenigen Härchen und misst 2 mm im Querschnitt. Die fadenförmigen Blütenstiele sind entsprechend ihrer Position im Blütenstand bis 5 cm lang und kahl. Die eiförmigen Kelchblätter sind 0,5 bis 0,75 cm lang und außen flaumig behaart. Sie enden stumpf und überlappen sich an der Basis ein wenig. Die Blütenkrone hat ausgebreitet einen Durchmesser von 2 bis 2,5 cm. Die Kronblattzipfel sind breit-eiförmig mit einem spitzen Apex oder einem zipflig ausgezogenen Apex. Die Zipfel der Nebenkrone sind eiförmig im Umriss. Der innere Fortsatz ist kurz geschnäbelt, der äußere Fortsatz gerundet mit einem Längsrücken nahe der Spitze. Die Pollinia sind länglich mit kurzen Caudiculae und einem kleinen, schmalen Corpusculum. Die Blüten duften nicht.

## Geographische Verbreitung und Habitat
Das Verbreitungsgebiet ist der Fluss Alag auf Mindoro (Philippinen). Die Art kommt dort in tropischen Wäldern 150 m über Meereshöhe vor.

## Taxonomie
Das Taxon wurde 1990 von Robert Dale Kloppenburg erstmals gültig publiziert. Das Typusexemplar war im November 1906 von Elmer D. Merrill am Fluss Alag, Mondoro (Philippinen) gesammelt wurde. Rudolf Schlechter benutzte bereits diesen Namen als Manuskriptnamen. Robert Dale Kloppenburg griff den Schlechterschen Namen auf und publiziert ihn. Der Holotypus befindet sich im Herbarium des Botanischen Garten Berlin (Schlechter Nr. 5542).